# モントリオール大都市圏交通局
モントリオール大都市圏交通局（モントリオールだいとしけんこうつうきょく、仏: Réseau de transport métropolitain）はカナダ・ケベック州モントリオールを中心とした地域都市間公共交通機関。略称はRTM。ブランド名はExo。

## 概要
モントリオール大都市圏交通局（通称RTM）によってモントリオール市内と市外を結ぶ鉄道、バスが運行されている。1995年12月にモントリオール大都市圏の自治体の交通機関を統括するものとしてAMT（Agence métropolitaine de transport）が設立された。1996年にはそれまで STCUM（モントリオール公共交通局）が運行していた通勤鉄道路線を譲り受けて、急行バス路線と共に運行開始した。モントリオール市中心部からモントリオール島郊外やジェス島にあるラヴァル、サンジェロームなどのローレンティッド地域、ロンゲールなどのモンテレジー地域などへ向かう交通機関となっている。
ケベック州によりARTMが設立されたことを受けて、2017年6月1日にAMT（Agence métropolitaine de transport）からRTM（Réseau de transport métropolitain）に組織が改編され、2018年5月にExoというブランド名で運行されている。

## 鉄道

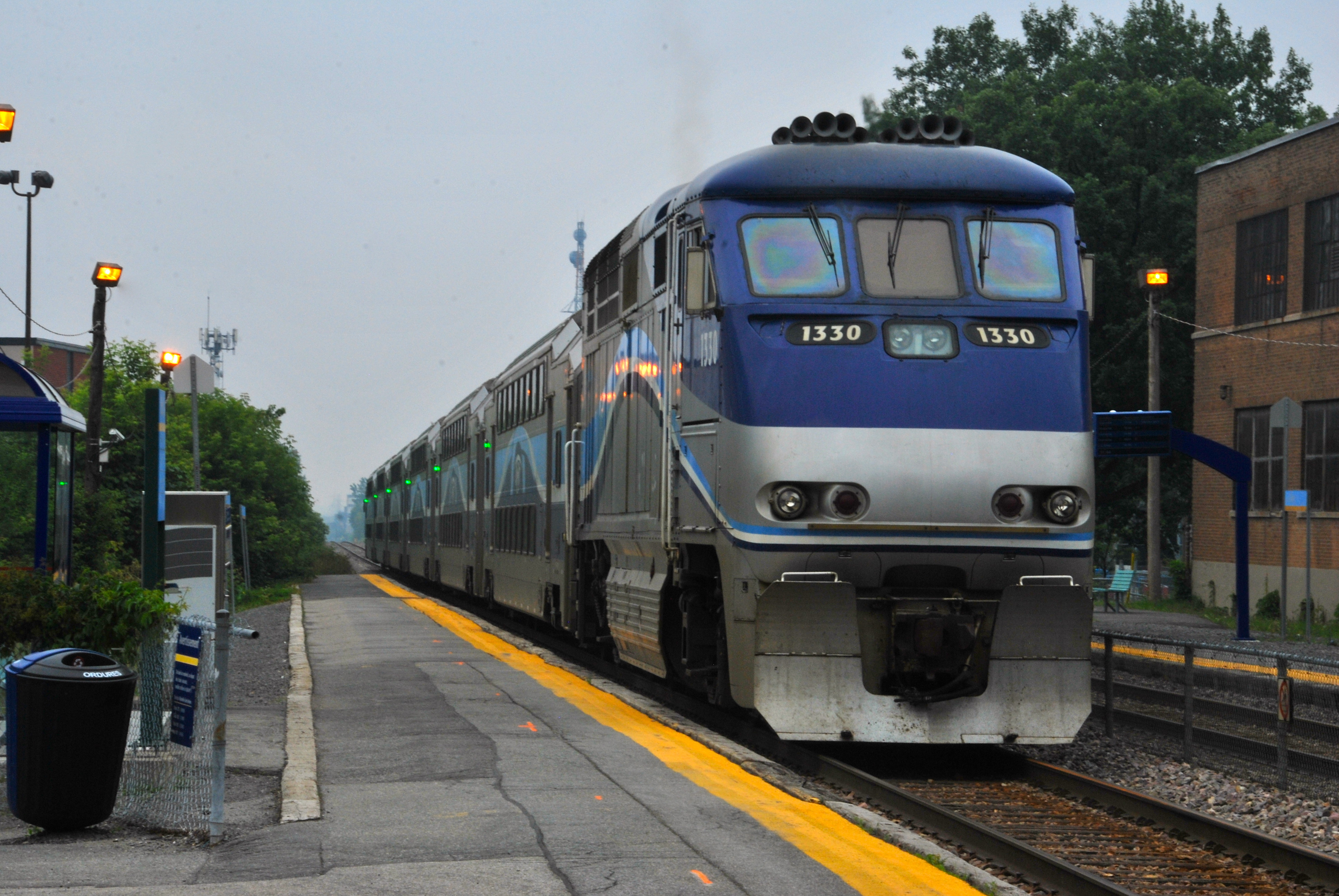
サンジェローム線の車両

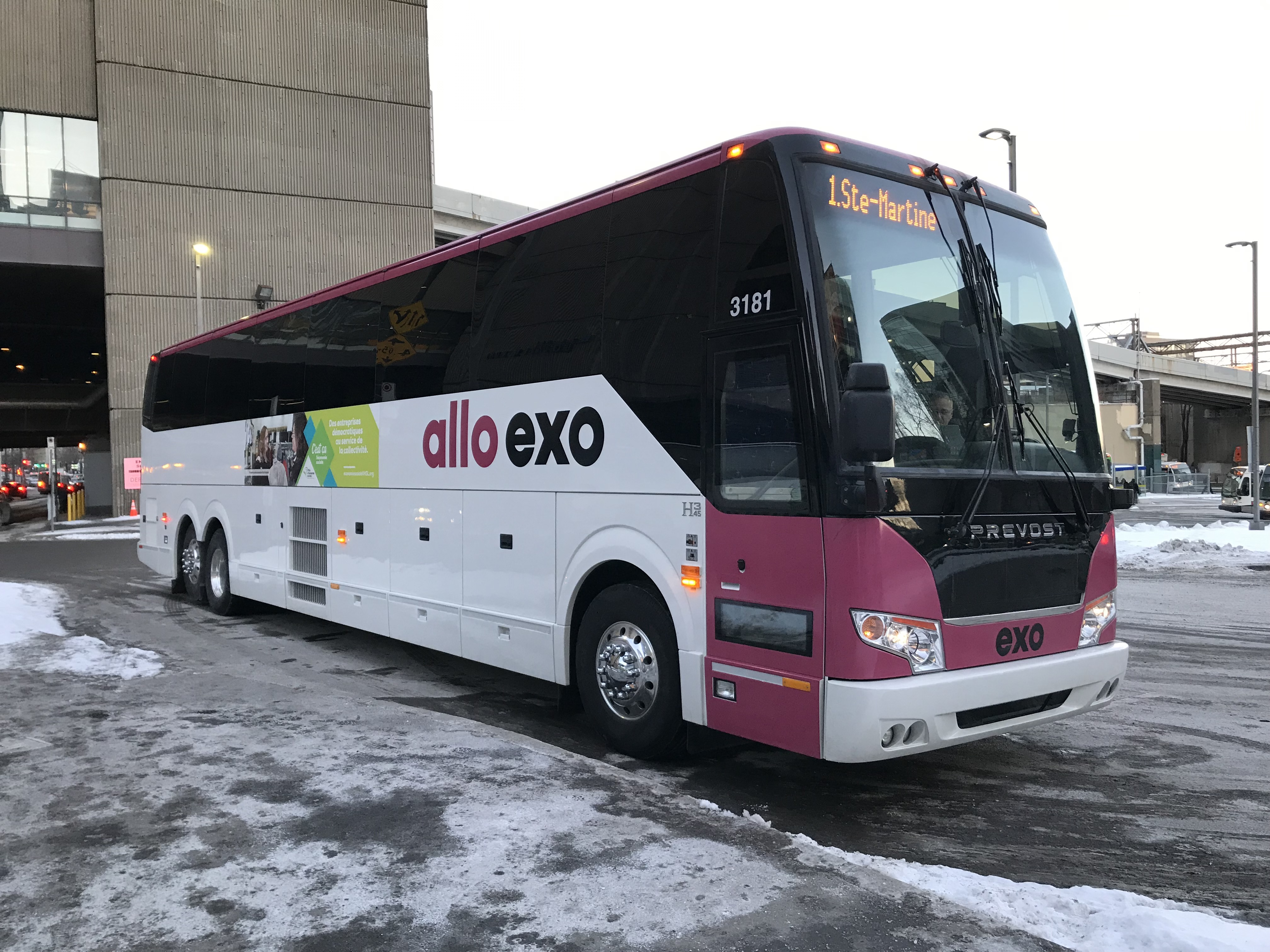
バス

モントリオール中央駅から1路線、ルシアン・ラリエール駅から3路線、コート・ドゥ・リエス駅から1路線の計5路線からなる通勤列車で、かつてはカナディアン・ナショナル鉄道（CN）とカナダ太平洋鉄道（CP）が運行していたが、1980年代に2路線を除いて運行が停止されたが、1996年のAMTの設立に伴って各路線で運行が徐々に復活。2014年には新路線が開通した。マスクーシュ線の一部区間のみが電化されており、その他は非電化であり平日朝夕ラッシュ時を中心とした運行で本数も少ない。路線はカナディアン・ナショナル鉄道（CN）とカナダ太平洋鉄道（CP）、そしてケベック-ガティノー鉄道が管理する線路を運行しているが、一部線路はRTMの専用となっている。全線が電化路線であったドゥ・モンターニュ線は2020年12月31日を最後に運行停止し、2025年に同区間を走るREMの開通へ向けての工事が行われている。マスクーシュ線は開業以来はモントリオール中央駅をターミナル駅にしていたが2025年には建設中のコート・ドゥ・リエス駅がターミナルとなり、REMに接続する。
| 路線番号 | 路線名                                                    | 終着駅（上）と自治体（下）              | 主な沿線自治体                   | 距離   | 駅数 | 年間利用者数 （2018年） | 営業最高 速度 | 電化 | 開通   | 管轄 |
|          | ヴォードゥルイユ・ハドソン線 （en:Vaudreuil–Hudson line） | Hudson ハドソン                         | ドーヴァル、ビーコンズフィールド | 64.2km | 18   | 4,164,200人             |               | ×    | 1887年 | CP   |
|          | サンジェローム線 （en:Saint-Jérôme line）                 | Saint-Jérôme サン・ジェローム           | ラヴァル、ブランビル             | 62.8km | 14   | 3,261,600人             |               | ×    | 1882年 | CP   |
|          | モン・サン・イレール線 （en:Mont-Saint-Hilaire line）     | Mont-Saint-Hilaire モン・サン・イレール | ロンゲール                       | 34.9km | 7    | 2,245,000人             |               | ×    | 1859年 | CN   |
|          | カディアク線 （en:Candiac line）                          | Candiac カディアク                      | デルソン                         | 25.6km | 9    | 1,267,500人             |               | ×    | 1887年 | CP   |
|          | マスクーシュ線 （en:Mascouche line）                      | Mascouche マスクーシュ                  | テルボンヌ、ルパンティニー       | 52km   | 14   | 1,852,300人             |               | △    | 1946年 | CN   |

### 運行路線
モン・サン・イレール線はVIA鉄道やアムトラックが発着するモントリオール中央駅から発着する。サンジェローム線、ヴォードゥルイユ・ハドソン線、カディアク線はかつてのCP鉄道ターミナル駅であったウィンザー駅が廃止され、隣接地に作られたルシアン・ラリエール駅から発着するが、サンジェローム線は一部列車がパルク駅(Parc)の発着となる。マスクーシュ線は2025年以降はコート・ドゥ・リエス駅から発着する。ヴォードゥルイユ・ハドソン線の本数が比較的多いが、その他の路線は、朝夕ラッシュ時が中心であり、休日は運休となる路線が多い。
モントリオール中央駅(Gare Centrale)、ルシアン・ラリエール駅(Lucien-L'Allier)、ヴァンドーム駅(Vendôme)、パルク駅(Parc)、ドゥ・ラ・コンコルド駅(De La Concorde)、ソヴェ駅(Sauvé)では地下鉄と接続、モントリオール中央駅とサン・ランベール駅(Saint Lambert)ではVIA鉄道とアムトラックと接続、ドルヴァル駅(Dorval)、ソヴェ駅(Sauvé)、アンジュー駅(Anjou)ではVIA鉄道と接続している。
ヴォードゥルイユ・ハドソン線(Vaudreuil-Hudson)　*は一部列車が通過する駅を示す
| 駅名                                                                | 営業キロ | 接続路線、施設                                             | 自治体                       |
| ------------------------------------------------------------------- | -------- | ---------------------------------------------------------- | ---------------------------- |
| ルシアン・ラリエール駅(Lucien-L'Allier)                             | 0.0      | ■地下鉄オレンジライン ■RTM(サンジェローム線・カディアク線) | モントリオール               |
| ヴァンドーム駅(Vendôme)                                             |          | ■地下鉄オレンジライン ■RTM(サンジェローム線・カディアク線) | モントリオール               |
| モントリオール西駅(Montréal-Ouest)                                  |          | ■RTM(サンジェローム線・カディアク線)                       | モントリオール・ウエスト     |
| ラシン駅(Lachine)                                                   |          |                                                            | モントリオール               |
| ドルヴァル駅(Dorval)                                                |          | VIA鉄道(ドルヴァル駅)､モントリオール・トルドー国際空港     | ドルヴァル                   |
| パインビーチ駅(Pine Beach) *                                        |          |                                                            | ドルヴァル                   |
| ヴァロワ駅(Valois)*                                                 |          |                                                            | ポント・クレア               |
| ポント・クレア駅(Pointe-Claire)                                     |          |                                                            | ポント・クレア               |
| チェダー・パーク駅(Cedar Park)*                                     |          |                                                            | ポント・クレア               |
| ビーコンスフィールド駅(Beaconsfield)                                |          |                                                            | ビーコンスフィールド         |
| ボールパー駅(Beaurepaire)*                                          |          |                                                            | ビーコンスフィールド         |
| ベーダルフェ駅(Baie-d'Urfé)                                         |          |                                                            | ベーダルフェ                 |
| サンタンヌ・ドゥ・ベルヴュー駅(Sainte-Anne-de-Bellevue)             |          |                                                            | サンタンヌ・ドゥ・ベルヴュー |
| イル・プロ駅(Île-Perrot)*                                           |          |                                                            | イル・プロ                   |
| パンクール/テラス・ヴォードゥルイユ駅(Pincourt/Terrasse-Vaudreuil)* |          |                                                            | テラス・ヴォードゥルイユ     |
| ドリオン駅(Dorion)                                                  |          |                                                            | ヴォードゥルイユ・ドリオン   |
| ヴォードゥルイユ駅(Vaudreuil)                                       |          |                                                            | ヴォードゥルイユ・ドリオン   |
| ハドソン駅(Hudson)                                                  | 64.2     |                                                            | ハドソン                     |
| リゴー駅(Rigaud)                                                    |          | 2010年以降運休中                                           | リゴー                       |

サンジェローム線(Saint-Jérôme) 　
| 駅名                                       | 営業キロ | 接続路線、施設                                                         | 自治体                   |
| ------------------------------------------ | -------- | ---------------------------------------------------------------------- | ------------------------ |
| ルシアン・ラリエール駅(Lucien-L'Allier)    | 0.0      | ■地下鉄オレンジライン ■RTM(ヴォードゥルイユ・ハドソン線・カディアク線) | モントリオール           |
| ヴァンドーム駅(Vendôme)                    |          | ■地下鉄オレンジライン ■RTM(ヴォードゥルイユ・ハドソン線・カディアク線) | モントリオール           |
| モントリオール西駅(Montréal-Ouest)         |          | ■RTM(ヴォードゥルイユ・ハドソン線・カディアク線)                       | モントリオール・ウエスト |
| パルク駅(Parc)                             |          | ■地下鉄ブルーライン                                                    | モントリオール           |
| シャバネル駅(Chabanel)                     |          |                                                                        | モントリオール           |
| ボワ・ドゥ・ブローニュ駅(Bois-de-Boulogne) |          |                                                                        | モントリオール           |
| ドゥ・ラ・コンコルド駅(De La Concorde)     |          | ■地下鉄オレンジライン                                                  | ラヴァル                 |
| ヴィモン駅(Vimont)                         |          |                                                                        | ラヴァル                 |
| サンテ・ローズ駅(Sainte-Rose)              |          |                                                                        | ラヴァル                 |
| ローズメール駅(Rosemère)                   |          |                                                                        | ローズメール             |
| サンテ・テレーズ駅(Sainte-Thérèse)         |          |                                                                        | サンテ・テレーズ         |
| ブランヴィル駅(Blainville)                 |          |                                                                        | ブランビル               |
| ミラベル駅(Mirabel)                        |          |                                                                        | ミラベル                 |
| サン・ジェローム駅(Saint-Jérôme)           | 62.8     |                                                                        | サン・ジェローム         |

モン・サン・イレール線(Mont-Saint-Hilaire) 
| 駅名                                                | 営業キロ | 接続路線、施設                                                                        | 自治体                             |
| --------------------------------------------------- | -------- | ------------------------------------------------------------------------------------- | ---------------------------------- |
| モントリオール中央駅(Gare Centrale)                 | 0.0      | ■地下鉄オレンジライン,■地下鉄グリーンライン ■RTM(マスクーシュ線),VIA鉄道､アムトラック | モントリオール                     |
| サン・ランベール駅(Saint Lambert)                   |          | VIA鉄道､アムトラック                                                                  | サン・ランベール                   |
| ロングイユ-サン・ウベール駅(Longueuil–Saint-Hubert) |          |                                                                                       | ロングイユ                         |
| サン・ブルノ駅(Saint-Bruno)                         |          |                                                                                       | サン・ブルノ・デゥ・モンタルヴィル |
| サン・バジル・ル・グラン駅(Saint-Basile-le-Grand)   |          |                                                                                       | サン・バジル・ル・グラン           |
| マクマスターヴィル駅(McMasterville)                 |          |                                                                                       | マクマスターヴィル                 |
| モン・サン・イレール駅(Mont-Saint-Hilaire)          | 34.9     |                                                                                       | モン・サン・イレール               |

カディアク線(Candiac) 
| 駅名                                    | 営業キロ | 接続路線、施設                                                             | 自治体                   |
| --------------------------------------- | -------- | -------------------------------------------------------------------------- | ------------------------ |
| ルシアン・ラリエール駅(Lucien-L'Allier) | 0.0      | ■地下鉄オレンジライン ■RTM(サンジェローム線・ヴォードゥルイユ・ハドソン線) | モントリオール           |
| ヴァンドーム駅(Vendôme)                 |          | ■地下鉄オレンジライン ■RTM(サンジェローム線・ヴォードゥルイユ・ハドソン線) | モントリオール           |
| モントリオール西駅(Montréal-Ouest)      |          | ■RTM(サンジェローム線・ヴォードゥルイユ・ハドソン線)                       | モントリオール・ウエスト |
| ドゥ・カナル駅(Du Canal)                |          |                                                                            | モントリオール           |
| ラサール駅(LaSalle)                     |          |                                                                            | モントリオール           |
| サンテ・カトリーヌ駅(Sainte-Catherine)  |          |                                                                            | サンテ・カトリーヌ       |
| サン・コンスタン駅(Saint-Constant)      |          |                                                                            | サン・コンスタン         |
| デルソン駅(Delson)                      |          |                                                                            | デルソン                 |
| カディアク駅(Candiac)                   | 25.6     |                                                                            | カディアク               |

マスクーシュ線(Mascouche) 
| 駅名                                                                | 営業キロ | 接続路線、施設           | 自治体         |
| ------------------------------------------------------------------- | -------- | ------------------------ | -------------- |
| コート・ドゥ・リエス駅(Côte-de-Liesse)                              |          | 2025年開業予定           | モントリオール |
| オウティシク駅(Ahuntsic)                                            |          |                          | モントリオール |
| ソヴェ駅(Sauvé)                                                     |          | ■オレンジライン、VIA鉄道 | モントリオール |
| サンミッシェル・モントリオールノール駅(Saint-Michel-Montréal-Nord)  |          | ピー・ヌフBRT            | モントリオール |
| サンレオナール・モントリオールノール駅(Saint-Léonard-Montréal-Nord) |          |                          | モントリオール |
| アンジュー駅(Anjou)                                                 |          | VIA鉄道                  | モントリオール |
| リヴィエール・デ・プレーリー駅(Rivière-des-Prairies)                |          |                          | モントリオール |
| ポワント・オウ・トランブル駅(Pointe-aux-Trembles)                   |          |                          | モントリオール |
| ルパンティニー駅(Repentigny)                                        |          |                          | ルパンティニー |
| テルボンヌ駅(Terrebonne)                                            |          |                          | テルボンヌ     |
| マスクーシュ駅(Mascouche)                                           | 52       |                          | マスクーシュ   |

### 延伸・計画路線
2020ヴィジョン計画ではさらに以下の6路線の構想が発表された 。
- シャトーゲー・ボーアルノア線(Châteauguay-Beauharnois) 
  - カナワク駅(Kahnawake)
  - ルリー駅(Léry )
  - シャトーゲー駅(Châteauguay)
  - ボーアルノア駅(Beauharnois)

- ルパティグニー・ラソンプシオン線(Repentigny-L'Assomption)
  - ラソンプシオン 駅(L'Assomption)

- ラ・プレリー線(La-Prairie) 
  - ラ・プレリー駅(La-Prairie)

- シャンブリー・マリーヴィル線(Chambly-Marieville) 
  - シャンブリー駅(Chambly)
  - マリーヴィル駅(Marieville)

- ボワブリアン線(Boisbriand) 
  - ボワブリアン駅(Boisbriand)

- モントリオール空港線(Ouest-de-l'Île-Aéroport-P.-E.-Trudeau)

### 車両
プッシュプル方式で運行されており、ドゥ・モンターニュ線にはボンバルディア・トランスポーテーション社の電車のMR-90が投入されていた他、電化区間と非電化区間の両方を走るマスクーシュ線用にボンバルディアの電化・ディーゼル両対応のデュアル・モード車のALP-45DPが投入されている。また、エレクトロ・モーティブ・ディーゼルのF59PHとF59PHIが投入されている。客車はボンバルディアのBombardier MultiLevel CoachとBombardier BiLevel Coachが投入されており、二階建て車両が中心となっている。2024年には中国中車唐山軌道客車の車両が導入された。

## バス
急行バスは以下の2路線運行されているが、運営はRTLとSTMが行っている。
- Express Chevrier 90（Express Terminus Centre-Ville 90）･･･RTL
- Trainbus 935（Trainbus Blainville/Centre-ville 935）･･･STM

## ギャラリー

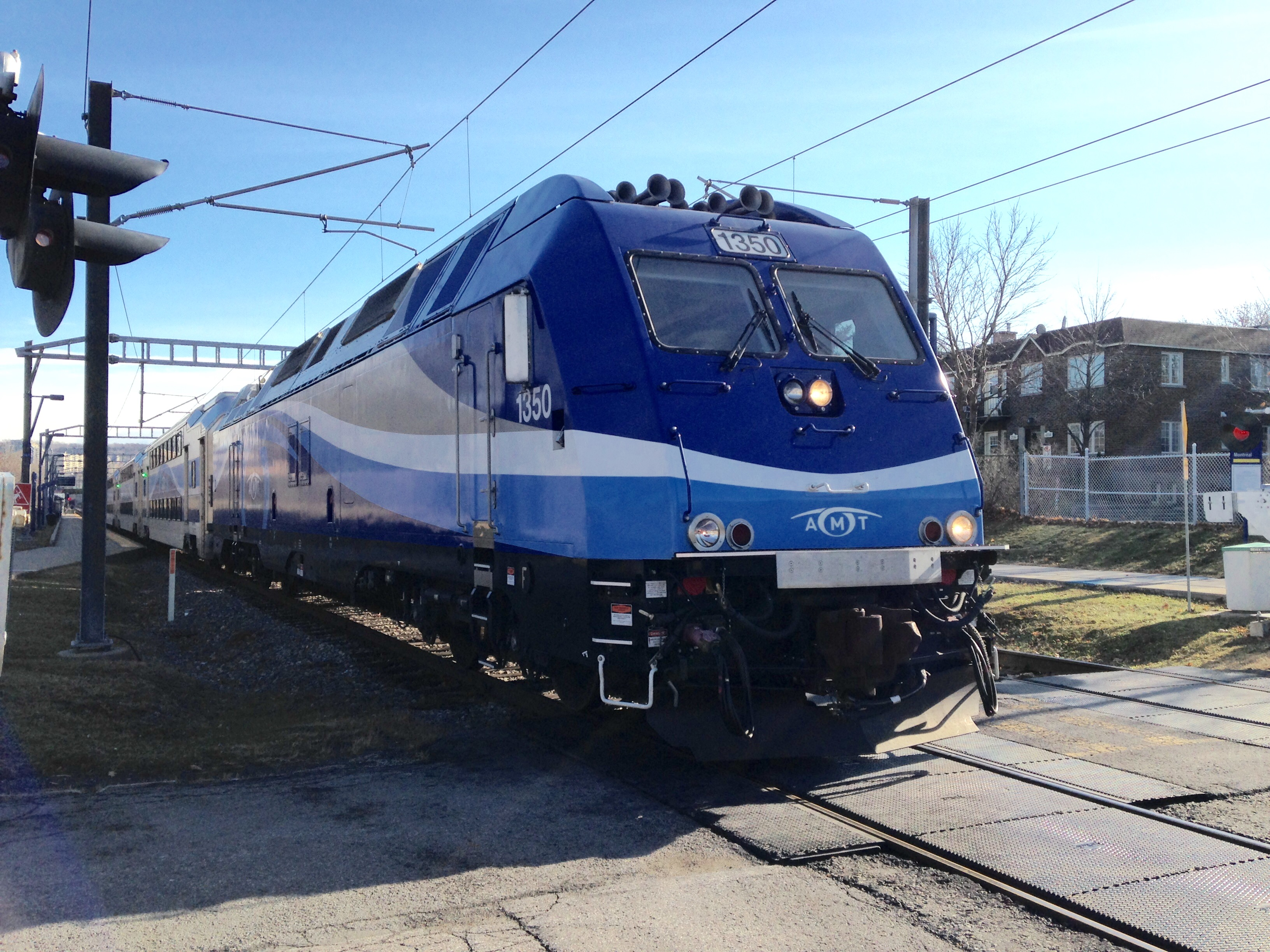
マスクーシュ線の車輌
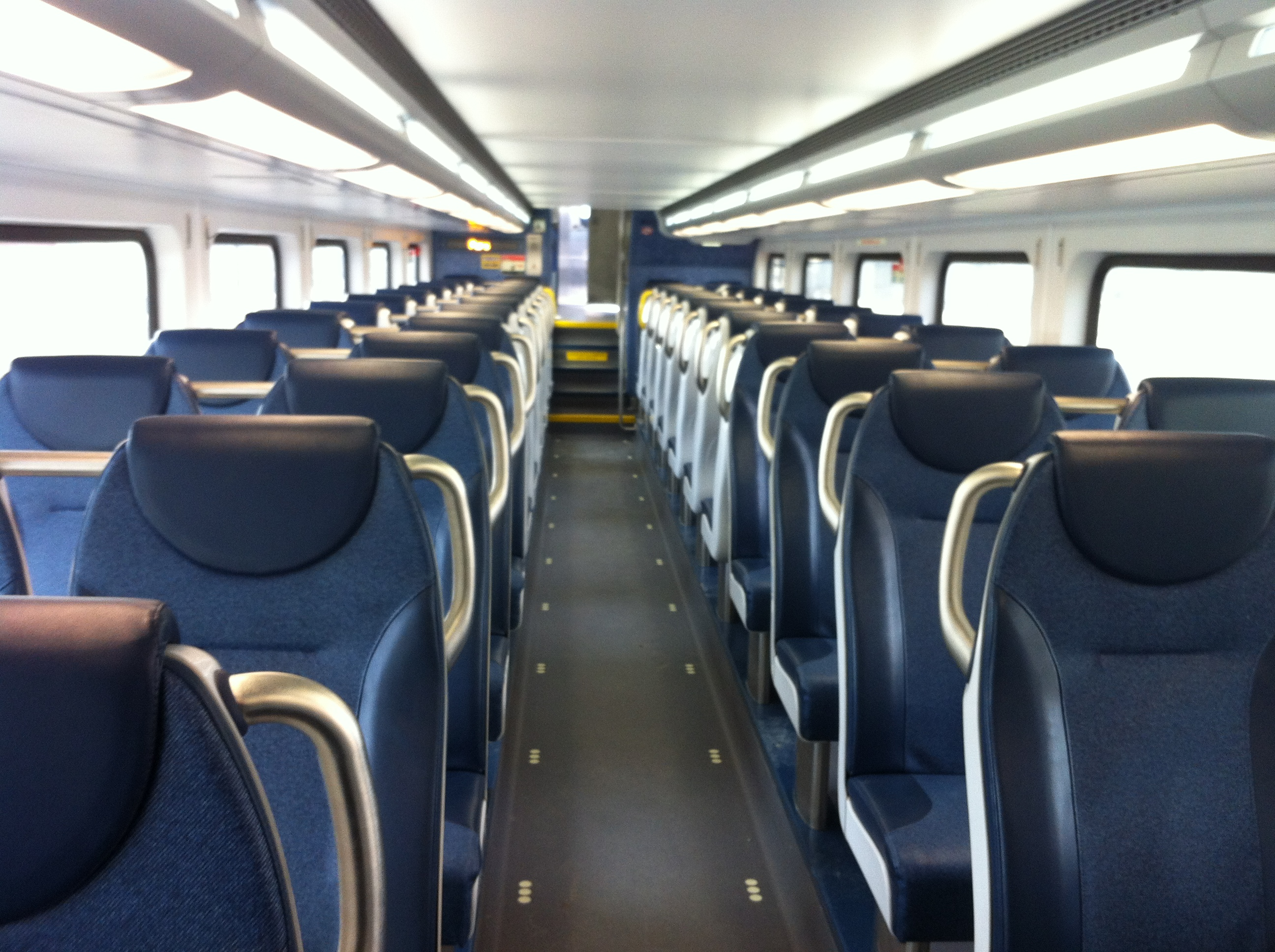
車内
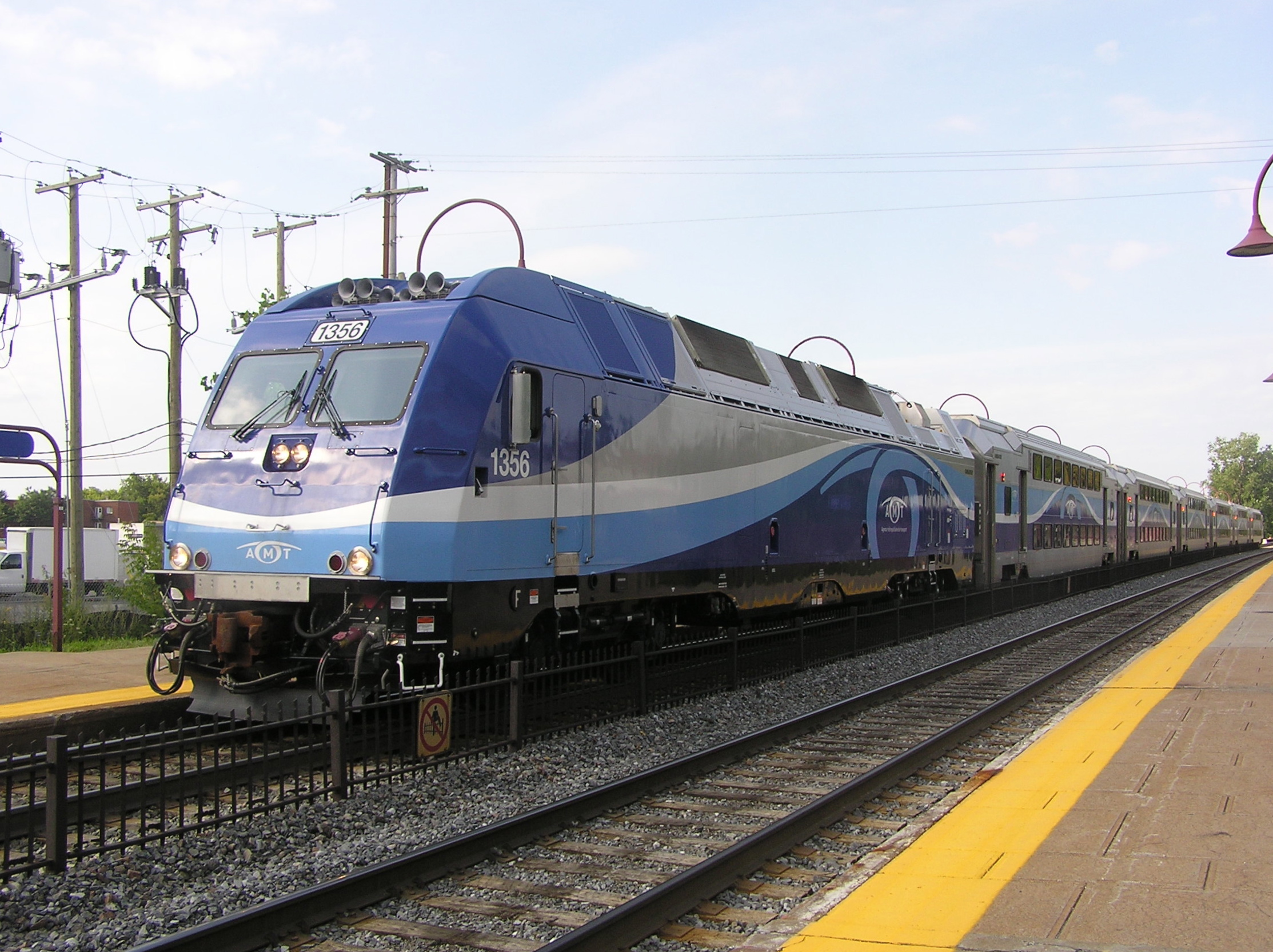
ヴォードゥルイユ・ハドソン線の二階建て車両
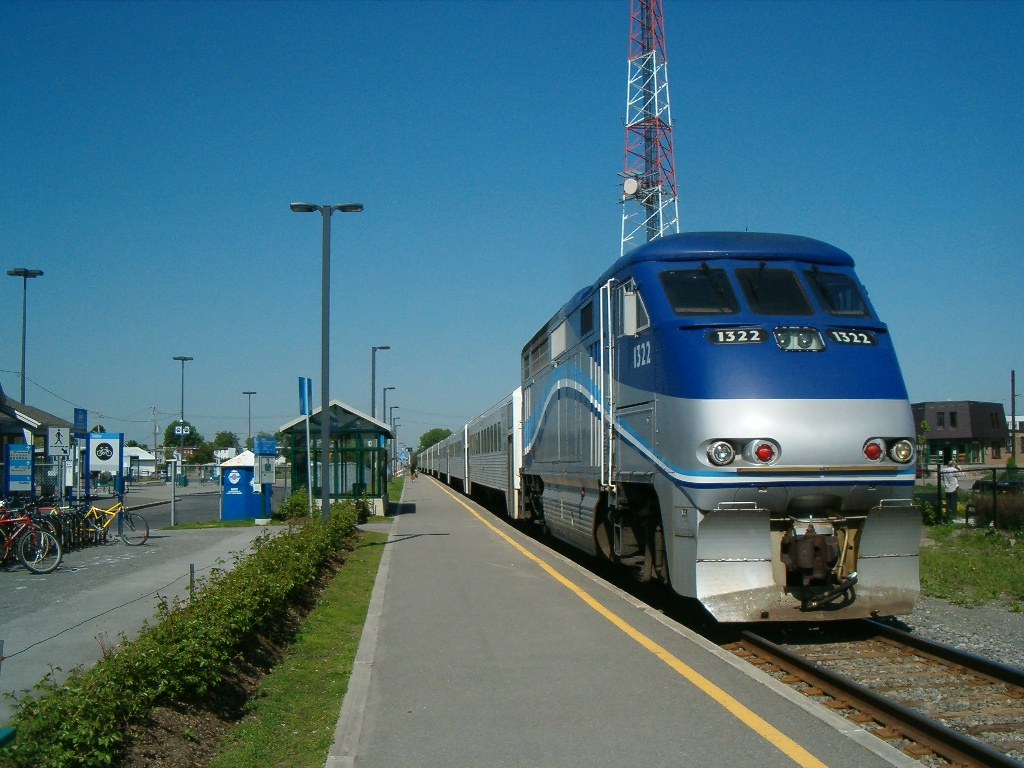
サンジェローム線の車輌
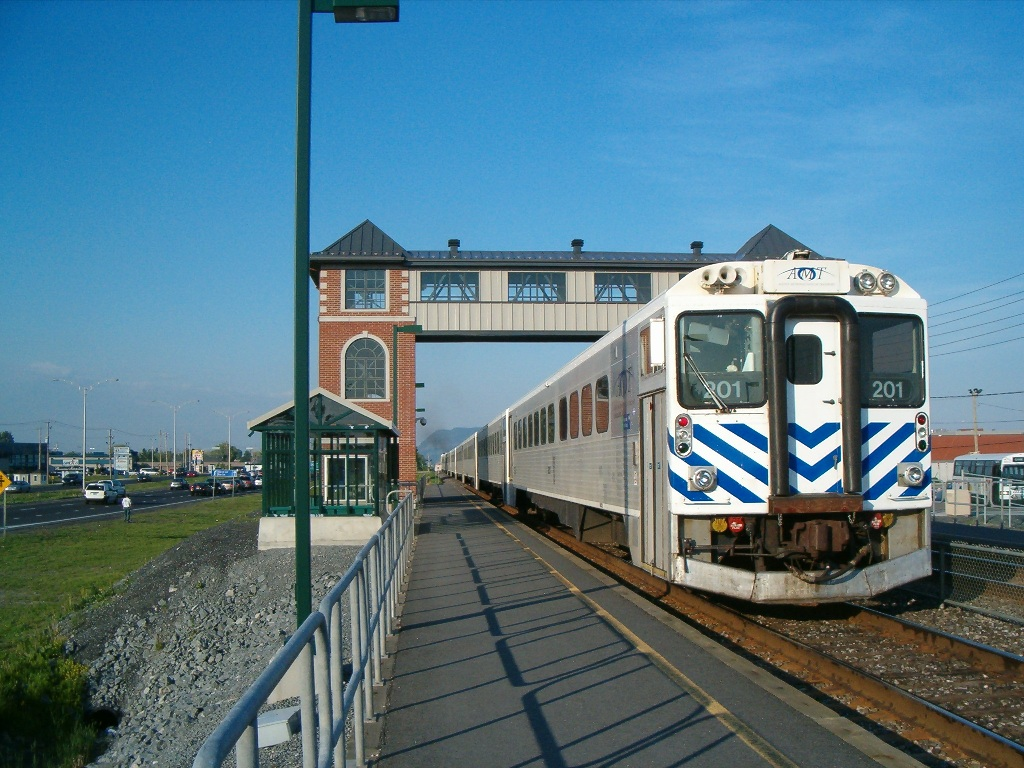
サン・バジル・ル・グラン駅に停車するモン・サン・イレール線の車両
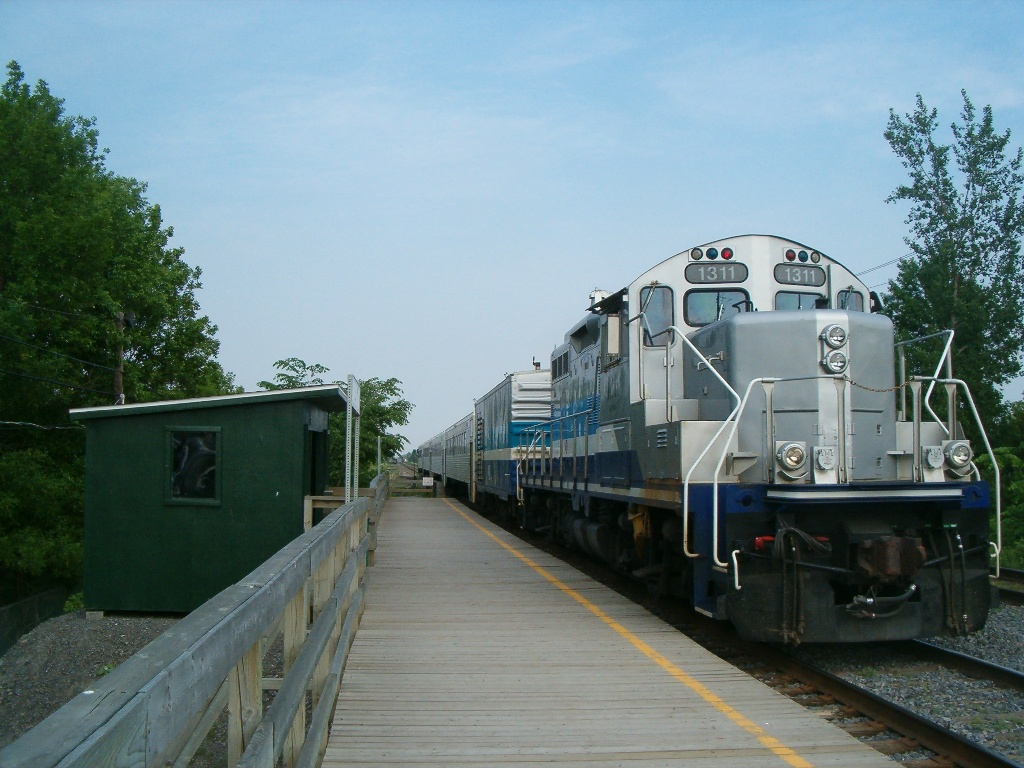
カディアク線の車輌
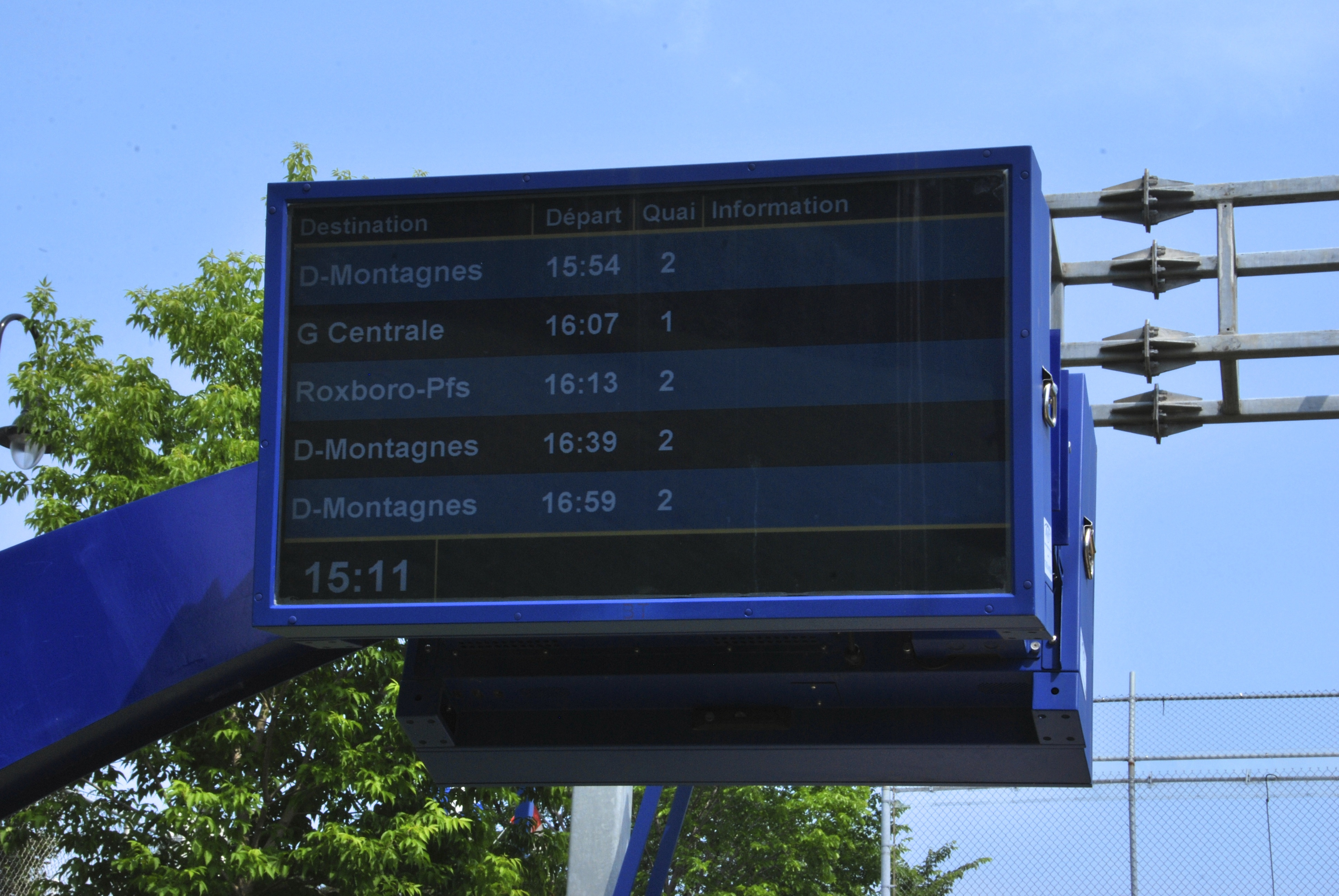
列車運行表示板
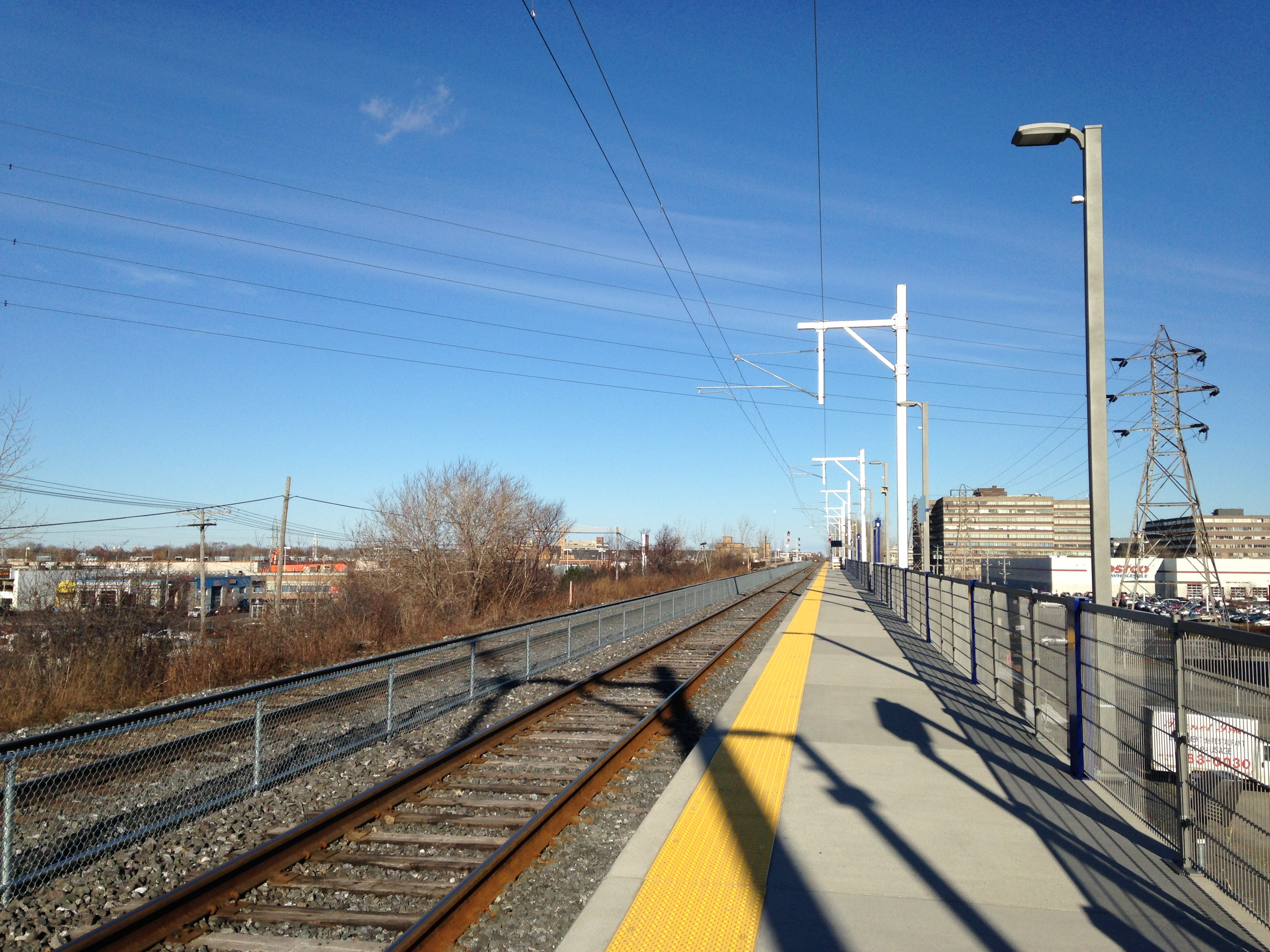
オウティシク駅
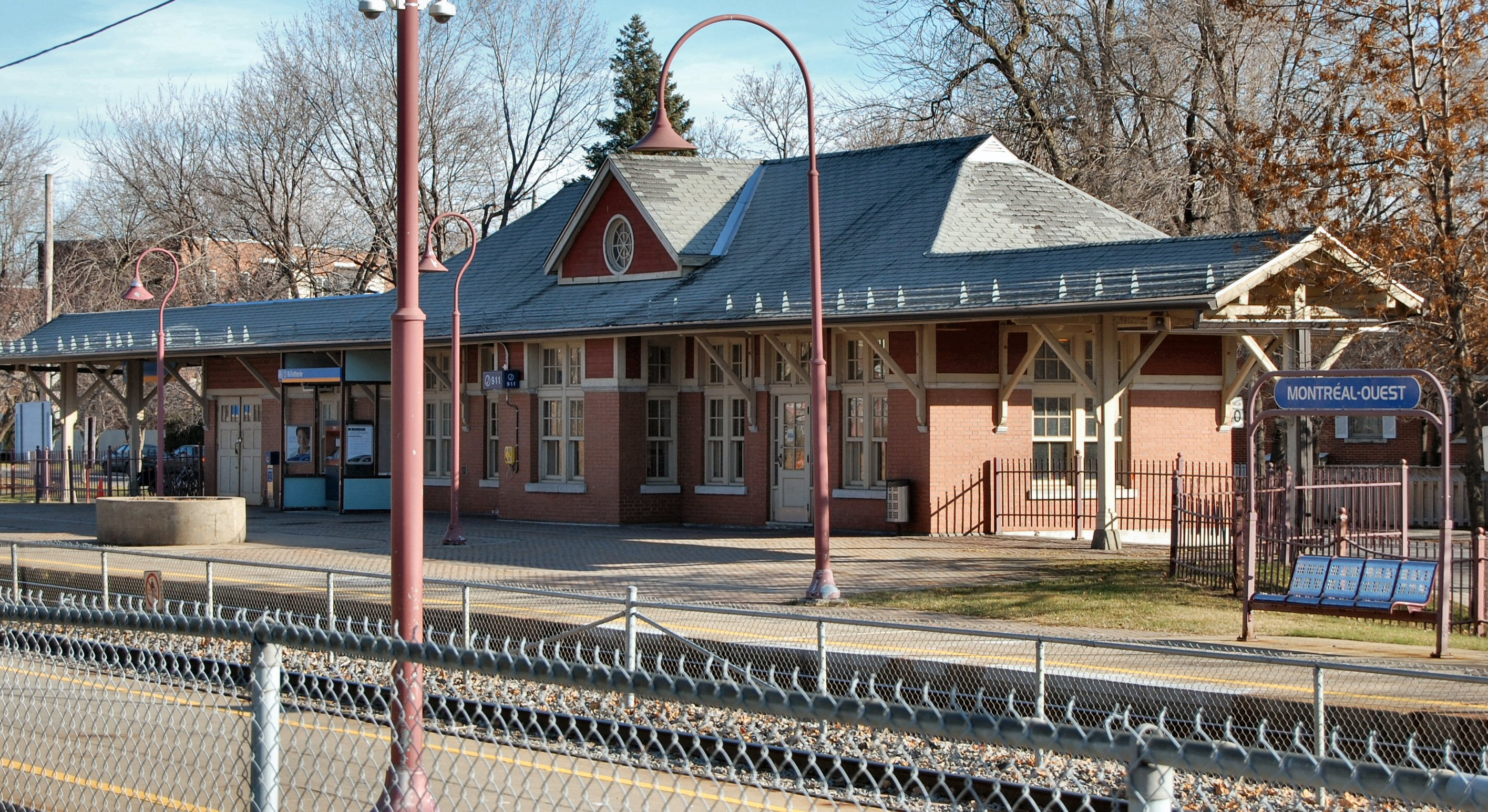
モントリオール西駅
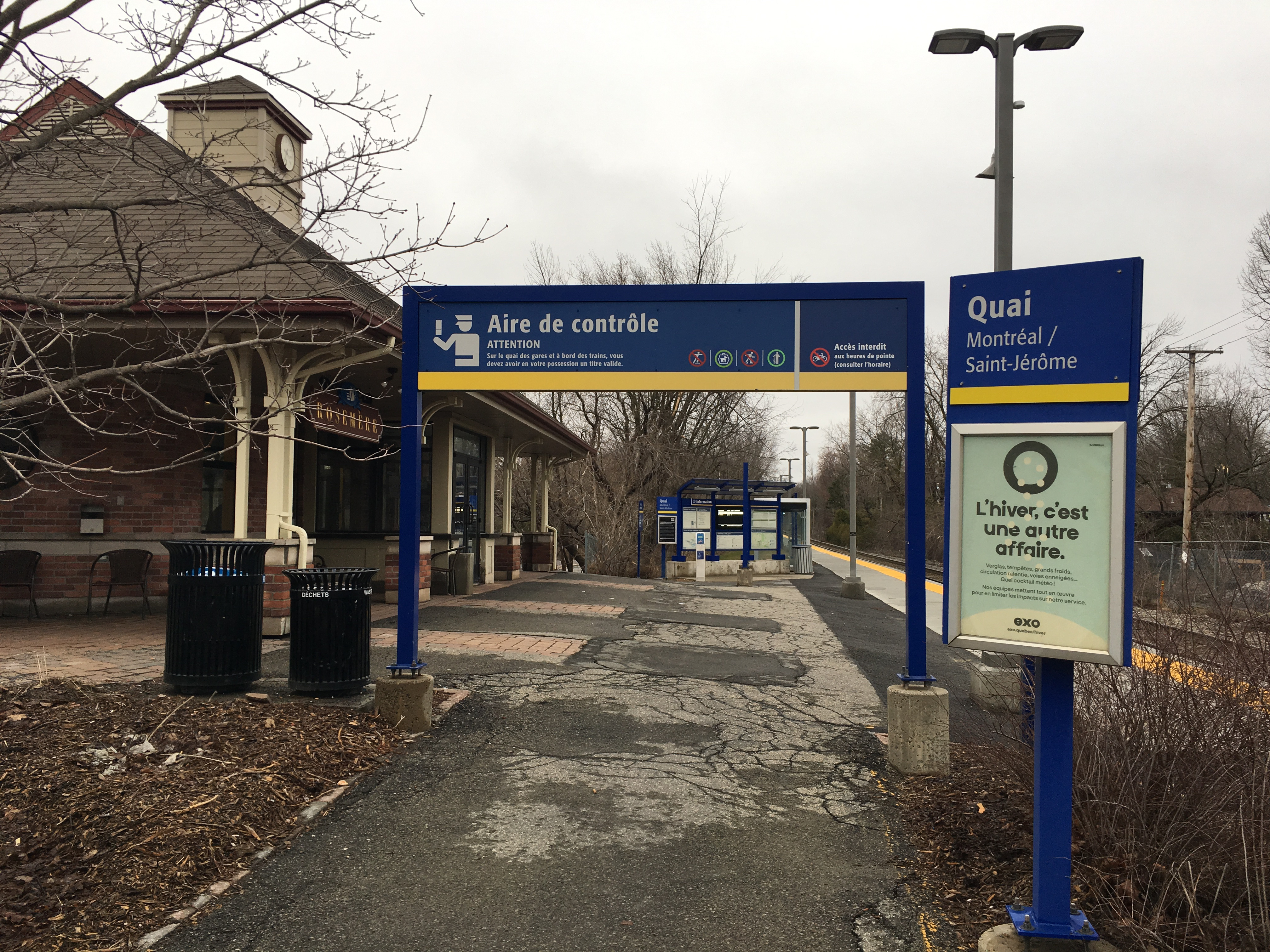
ローズメール駅
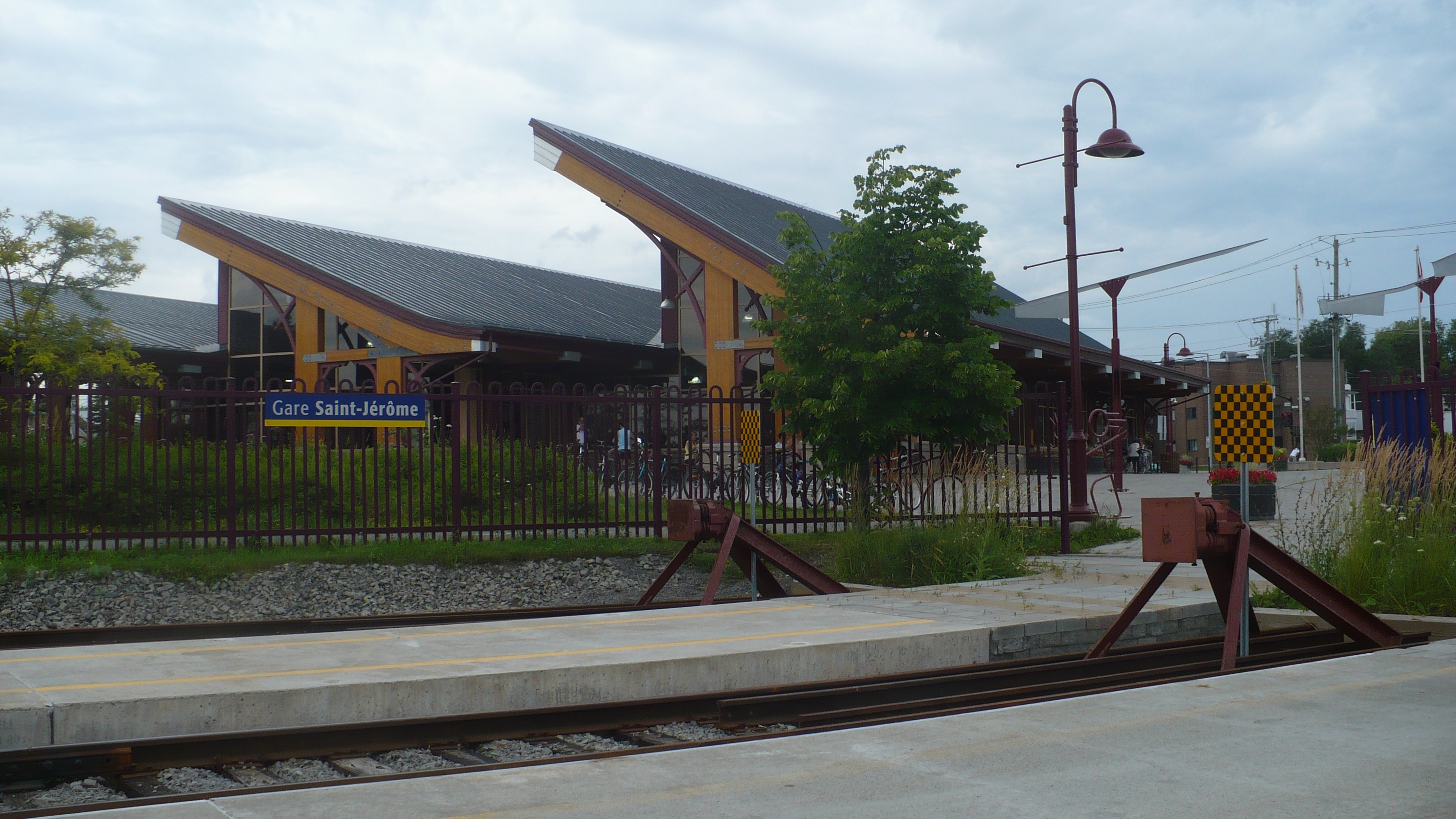
サンジェローム駅
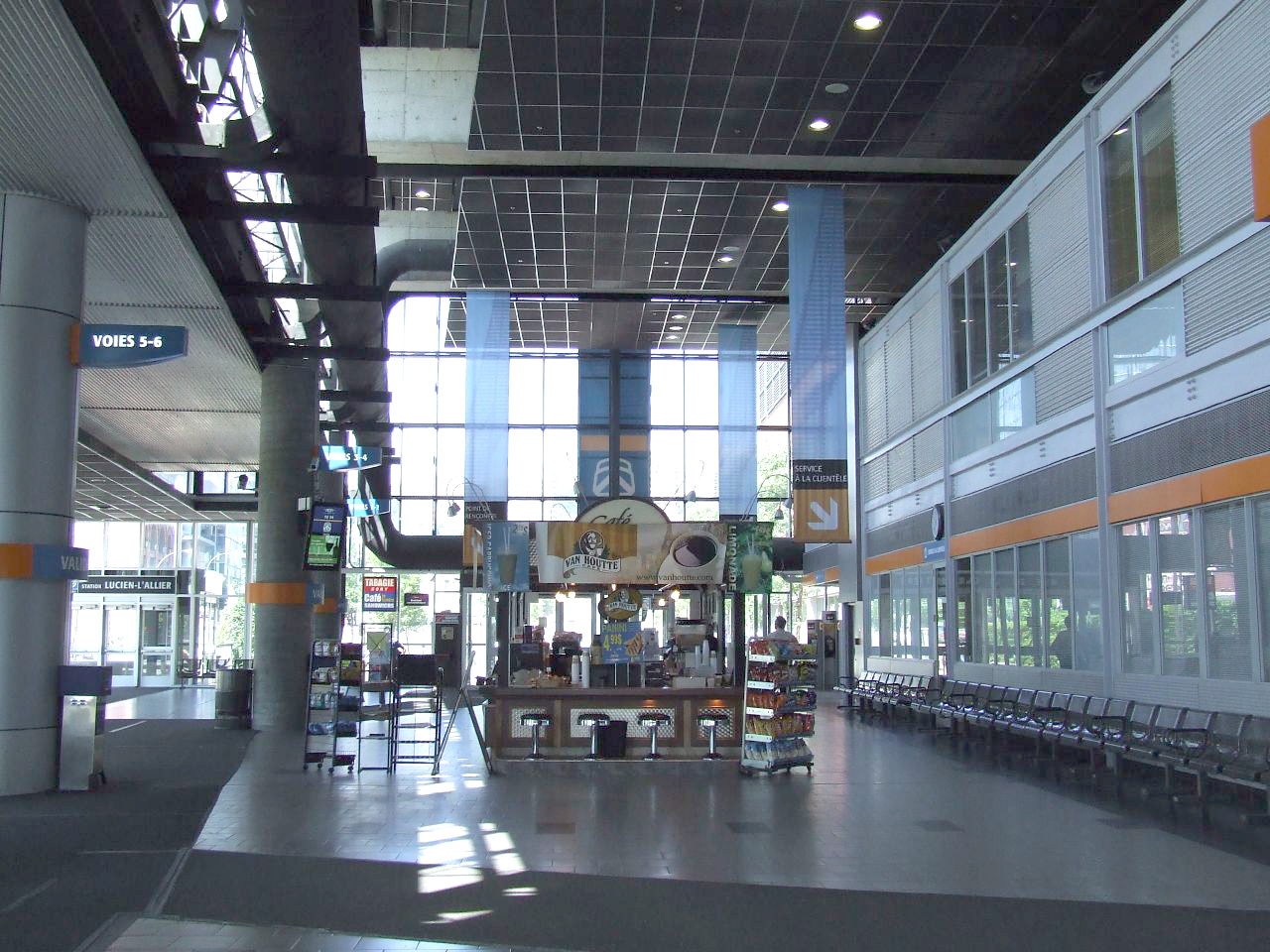
ターミナル駅のルシアン・ラリエール駅
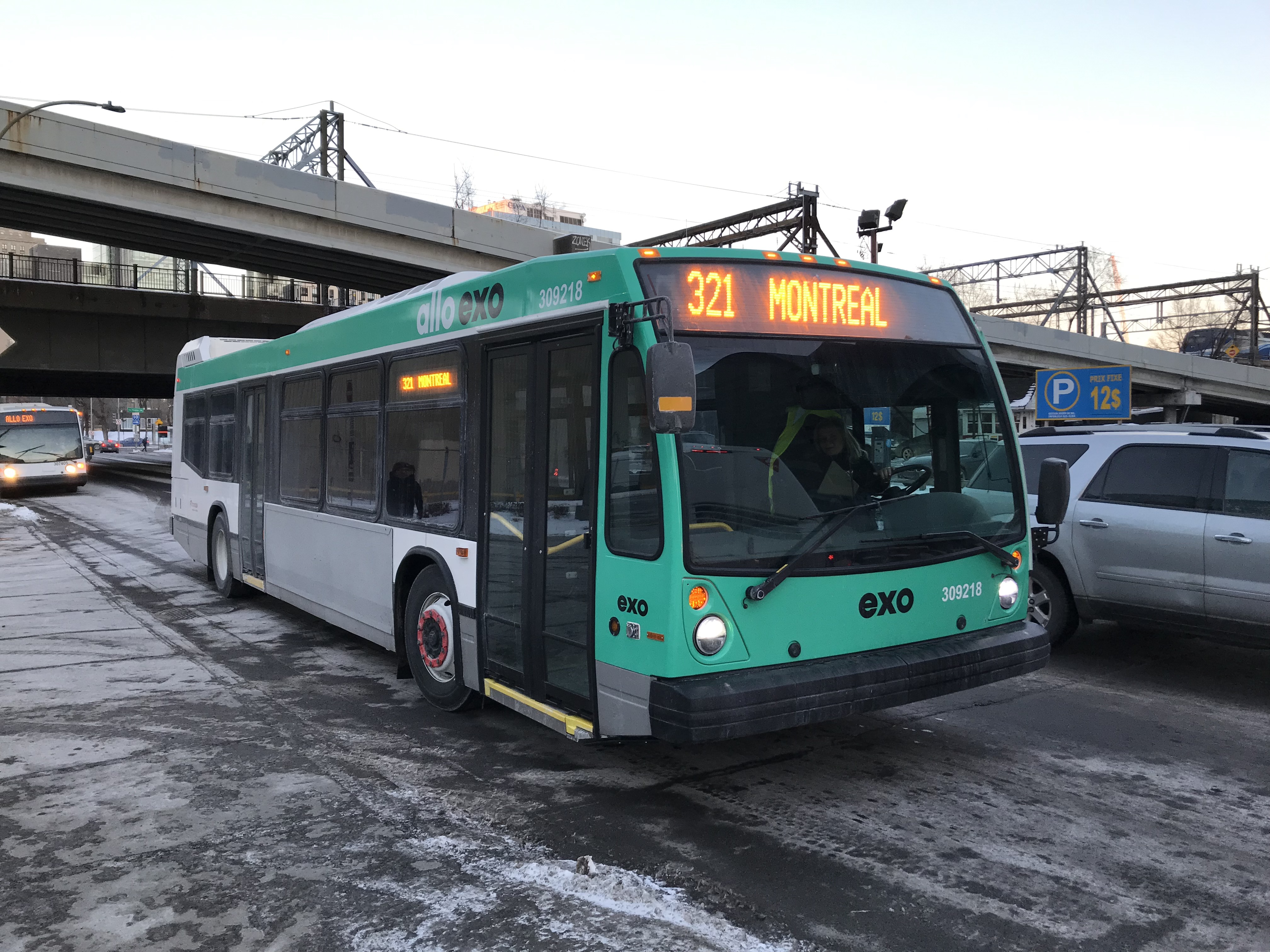
バス
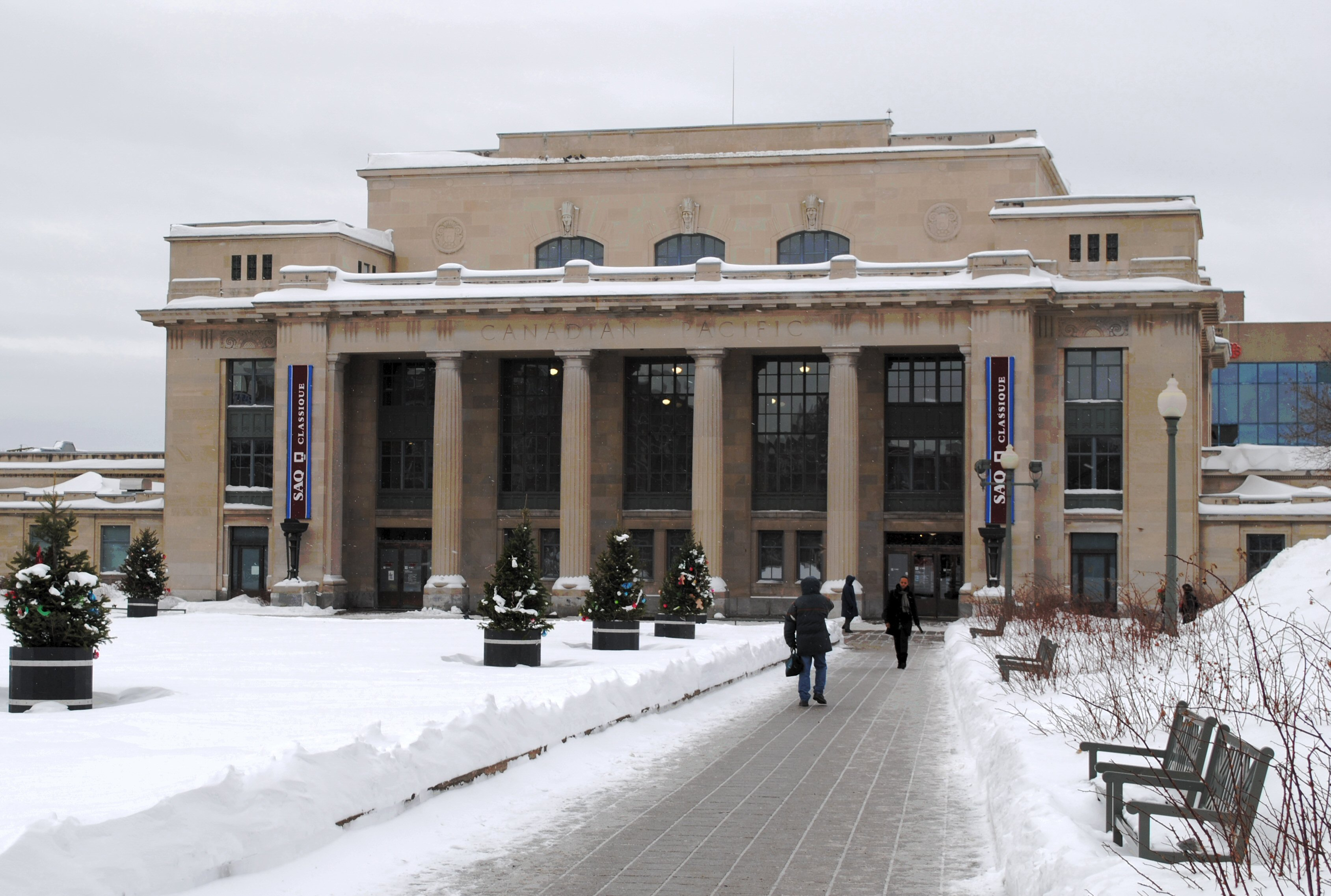
パルク駅駅舎
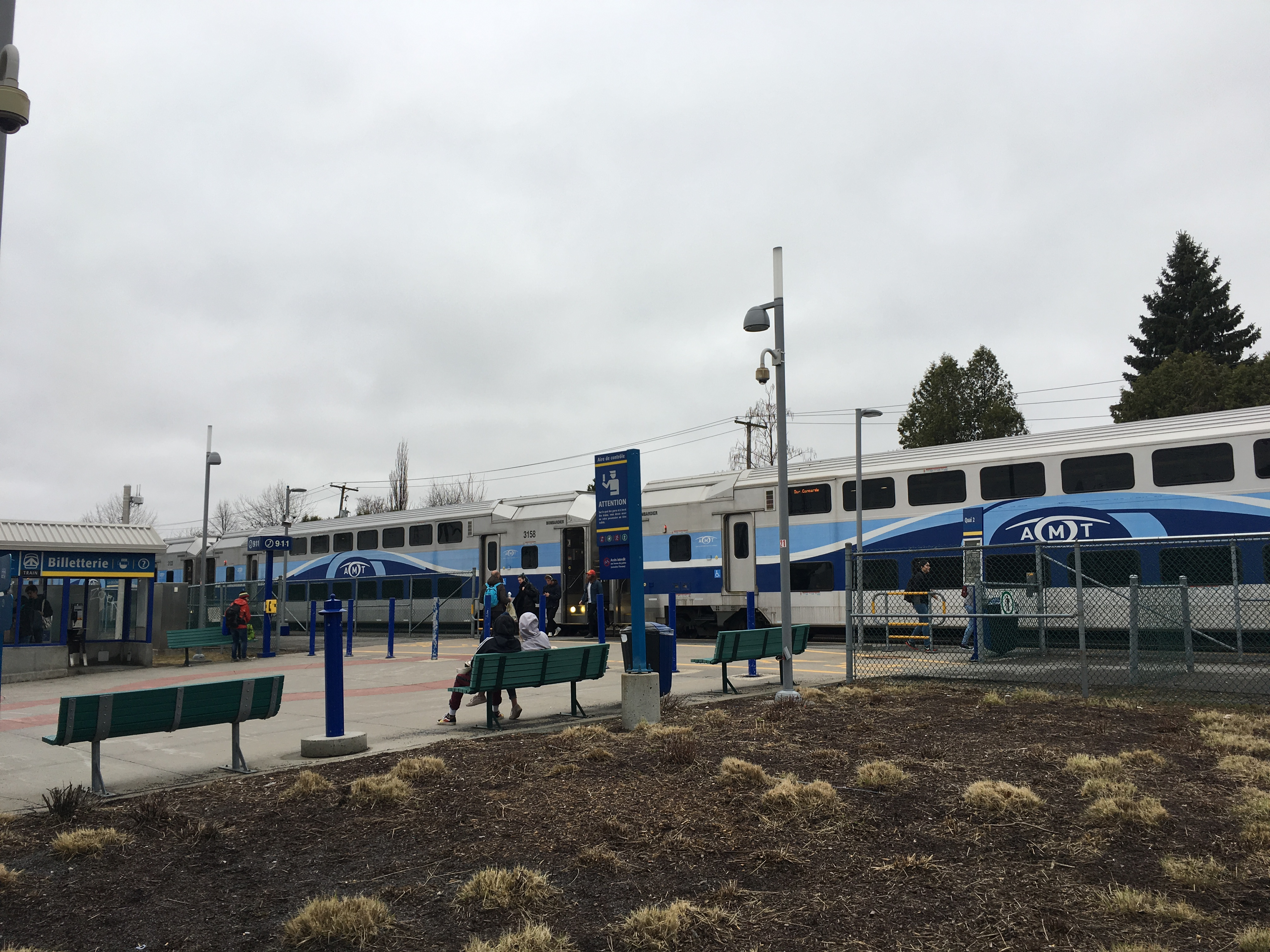
ドゥ・ラ・コンコルド駅に停車する2階建て車両
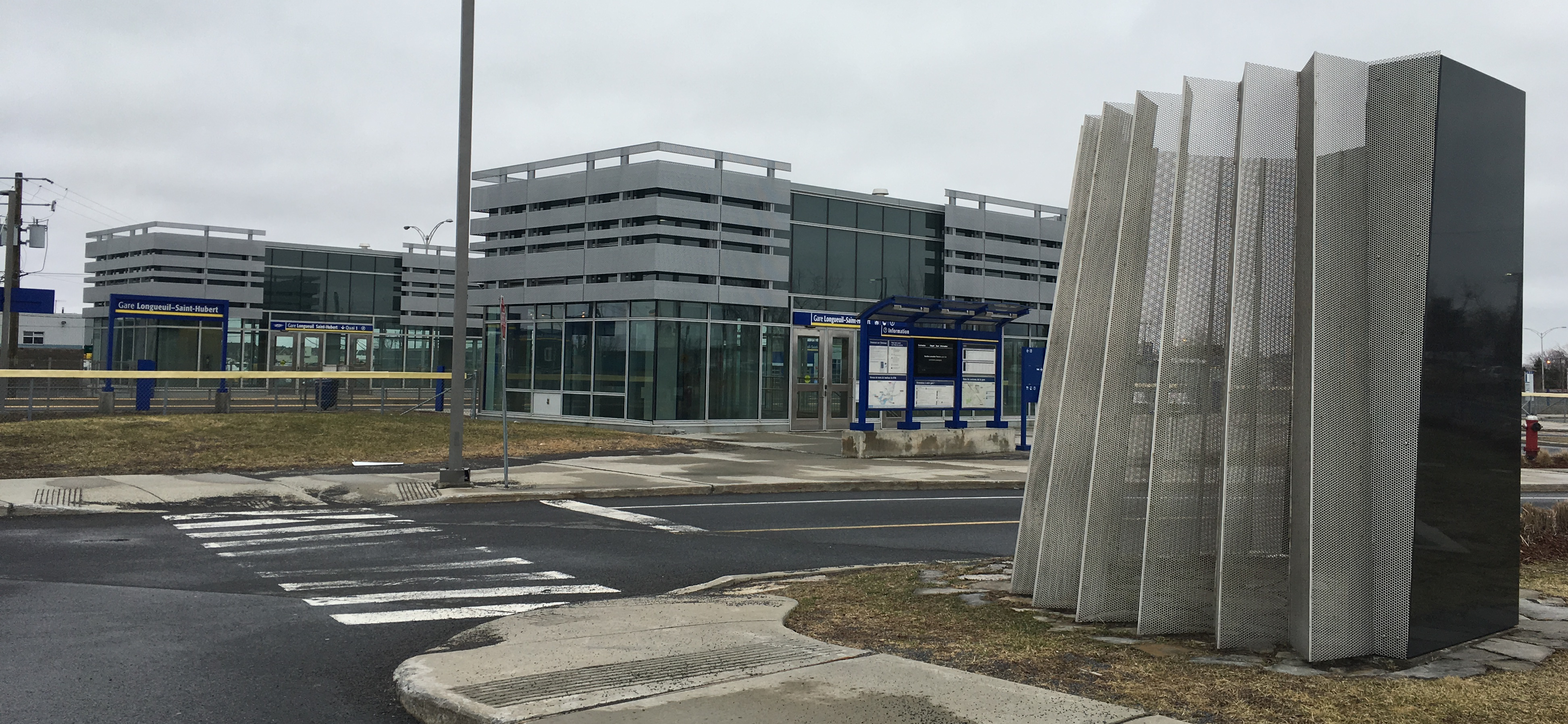
ロングイユ-サン・ウベール駅
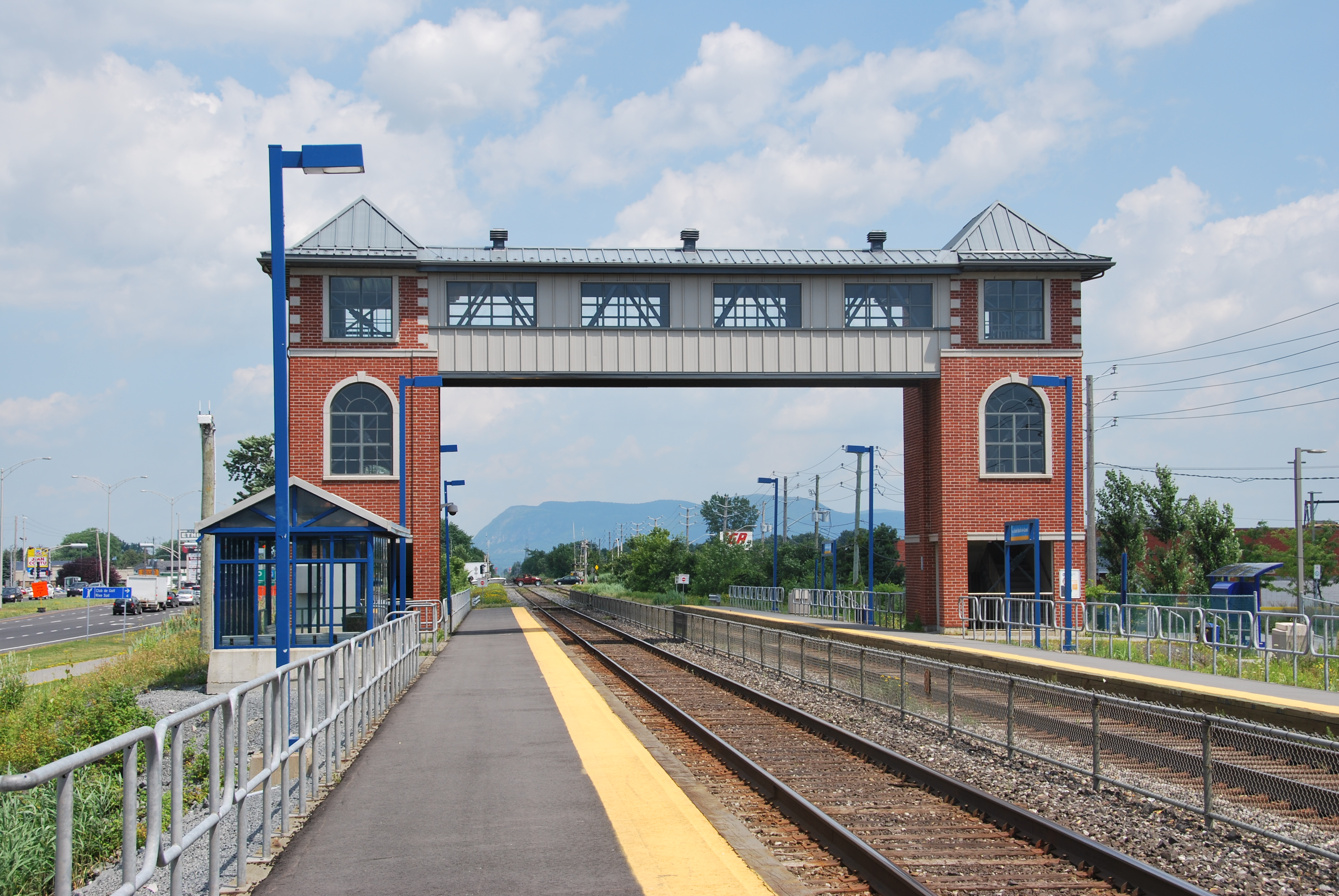
サン・バジル・ル・グラン駅